# Szalona Turnia

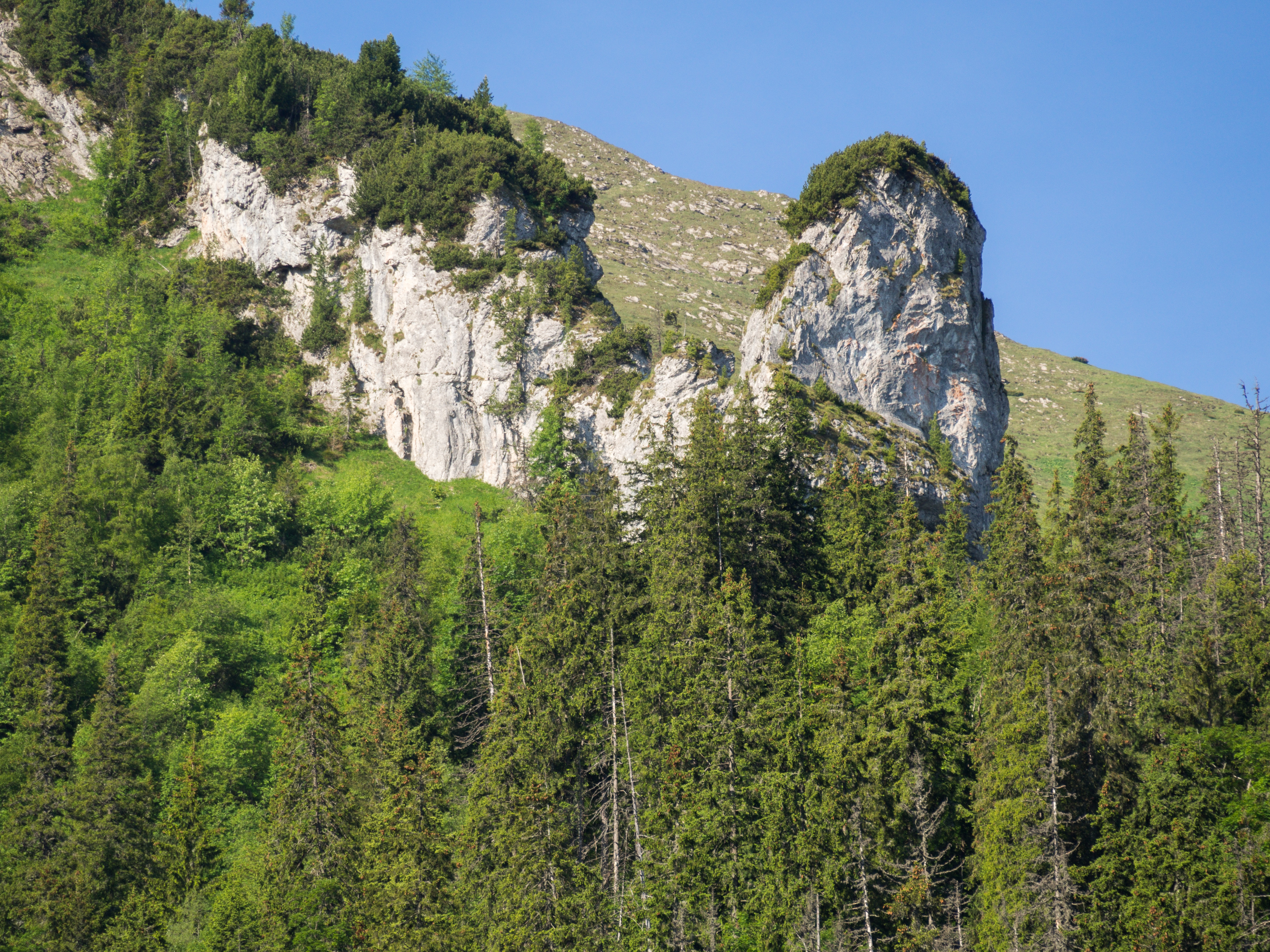
Widok z Polany pod Siką

Szalona Turnia (słow. Hlúpa veža) – wybitna turnia w długiej północnej grani zachodniego wierzchołka Zadnich Jatek w słowackich Tatrach Bielskich. Grań ta oddziela Dolinę do Regli od Doliny Kępy. Kolejno od góry w dół znajdują się w niej: Kozi Klin, Szalona Szczerbina, Szalona Turnia, Przechód za Łasztowicą, Łasztowica, Opalone Siodło, Opalona Turnia i Bednarski Regiel.
Zbudowana z wapieni Szalona Turnia wznosi się na wysokość około 1540 m n.p.m. Jest ostrokształtna i trudno dostępna. Do Szalonej Szczerbiny opada 15-metrowej wysokości uskokiem, do Doliny Kępy ścianą o wysokości 25 m, do Szalonego Kotła ścianą o wysokości 40 m. Na północną stronę opada granią w postaci konia skalnego, w końcowej części podciętego ścianą o wysokości około 50 m.
Pierwsze wejście na Szaloną Turnię (z Szalonej Szczerbiny): Jacek Jania 12 października 1966 r. Trudność: IV – V+ w skali tatrzańskiej. Na ściance pod Szaloną Szczerbiną pozostawił hak.

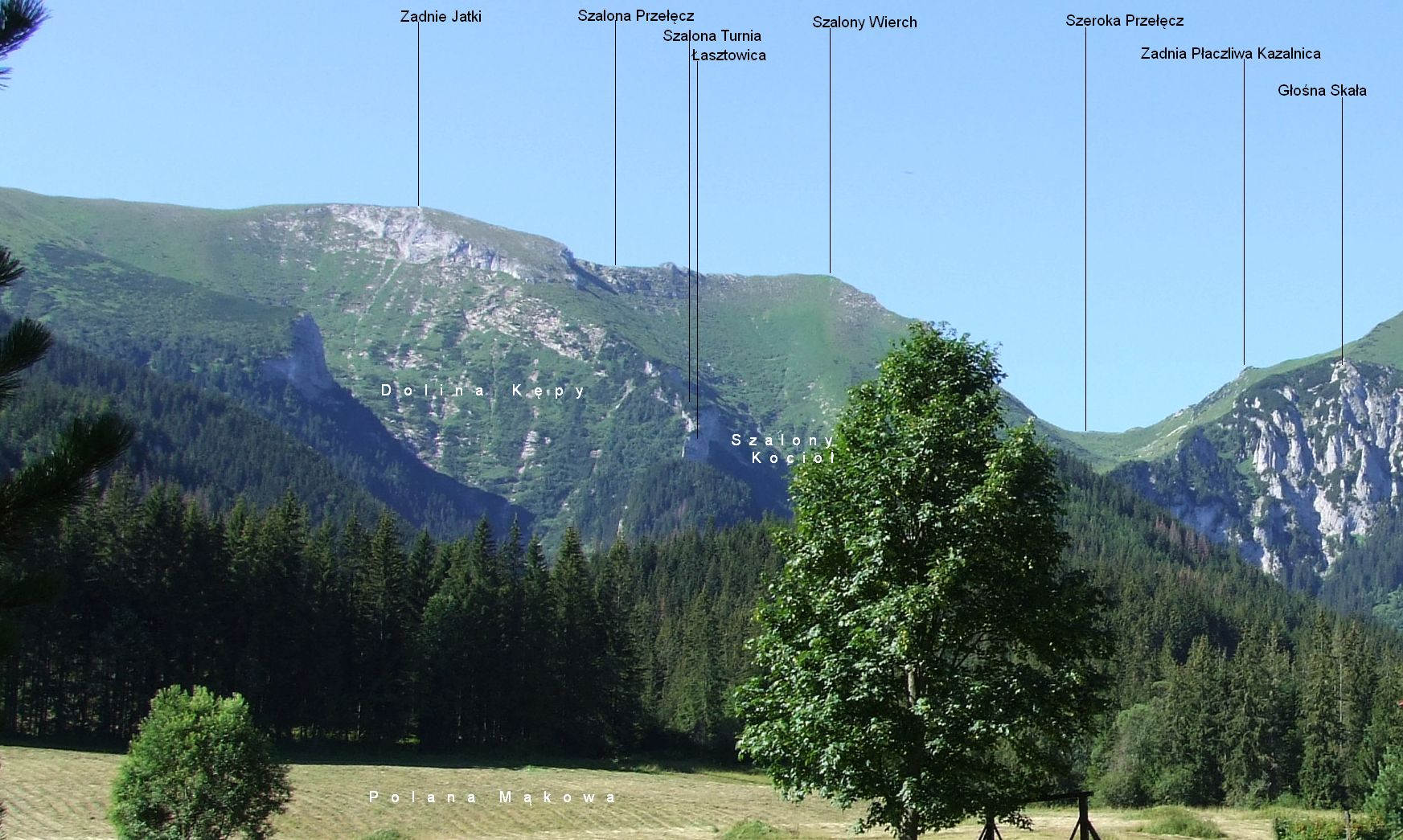
Położenie Szalonej Turni. Widok z Mąkowej Polany